# Tetovo
Tetovo (mazedonisch Тетовоⓘ [ˈtɛtɔvɔ]; albanisch Tetova [tɛˈtɔva], indefinit Tetovë [tɛˈtɔv(ə)]; türkisch Kalkandelen [ˌkaɫˈkandelen]) ist eine Stadt der Region Polog im Nordwesten der Republik Nordmazedonien nahe der Grenze zum Kosovo. Sie liegt am Fluss Pena am Fuße der Šar Planina und ist Amtssitz der gleichnamigen Gemeinde, zu der noch 19 Dörfer im Umland gehören.
Tetovo ist als Standort der Staatlichen Universität Tetovo und der South East European University ein wissenschaftliches und bildungspolitisches Zentrum für die Albaner in Nordmazedonien. Um diese Rolle in den Bereichen der Wirtschaft, Kultur und den meisten anderen Bereichen der Politik – welche die ethnisch-albanische Minderheit des Landes betreffen – konkurriert die Universitätsstadt wiederum mit der 40 km entfernten Hauptstadt Skopje.

## Geographie

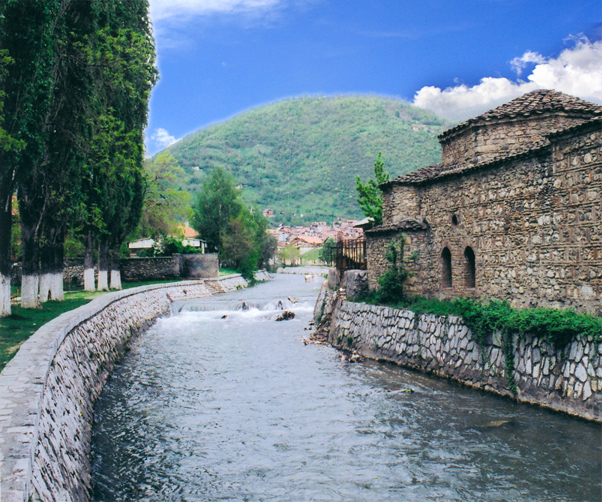
Die Pena und der osmanische Hamam

Tetovo befindet sich in der Polog genannten Ebene im Nordwesten Nordmazedoniens, welche etwa 55 Kilometer lang und acht bis zehn Kilometer breit ist. Sie wird von der Šar Planina im Westen und der Suva Gora im Süden umrandet, die alle Höhen von über 1500 Meter über Adria erreichen. Der Kosovo ist nur einige Kilometer im Norden entfernt.
Der Fluss Pena entspringt westlich der Stadt in den Bergen und durchfließt die Altstadt, bis sie außerhalb der Stadt im Osten in den Vardar mündet, den längsten Fluss Nordmazedoniens.
Das Klima ist halb-kontinental. So sind die Sommer warm und die Winter kalt. Über das ganze Jahr gibt es reichlich Niederschlag, vor allem aber im Herbst und Frühling.
Die geographischen Gegebenheiten der Region, wie das Klima, das Relief und die geologische Zusammensetzung der Erde ermöglichten eine Hervorbringung von einer Vielzahl an Wasserquellen. So ist Tetovo und die Umgebung eine der wenigen Städte Nordmazedoniens, die über eigenes sauberes Wasser verfügen.

## Bevölkerung

### Stadt
Tetovo hat 52.915 Einwohner (Stand: 2002). Diese leben in 12.920 Haushalten, was etwa 4 Personen pro Haushalt macht. Davon sind 28.897 (oder 54,61 %) Albaner, 18.555 (35,07 %) Mazedonier, 2352 (4,44 %) Roma, (3,55 %) 1878 Türken, 587 (1,12 %) Serben, (0,29 %) 156 Bosniaken und 490 (0,92 %) gehören anderen Ethnien an.
Albanisch geben 29.363 (oder 55,49 %) als Muttersprache an, Mazedonisch 18.980 (35,89 %), Türkisch 2078 (3,93 %), Romani 1600 (3,02 %), Serbisch 378 (0,71 %) und 516 (0,96 %) geben andere Sprachen an.
33.509 (oder 63,33 %) zählen sich zum Islam, 18.676 (35,29 %) zur orthodoxen Kirche, 76 (0,14 %) zur römisch-katholischen Kirche und 654 (1,24 %) zählen sich zu anderen Religionen oder Weltanschauungen.
2016 wurde die Einwohnerzahl auf 56.080 geschätzt.

### Gemeinde
Die Gemeinde Tetovo hat 86.580 Einwohner (Stand: 2002). Diese leben in 20.094 Haushalten, was etwas mehr als 4 Personen pro Haushalt macht. Davon sind 60.886 (oder 70,32 %) Albaner, 20.053 (23,16 %) Mazedonier, 2357 (2,72 %) Roma, 1882 (2,17 %) Türken, 604 (0,7 %) Serben, 156 (0,18 %) Bosniaken und 642 (0,75 %) gehören anderen Ethnien an.

## Geschichte

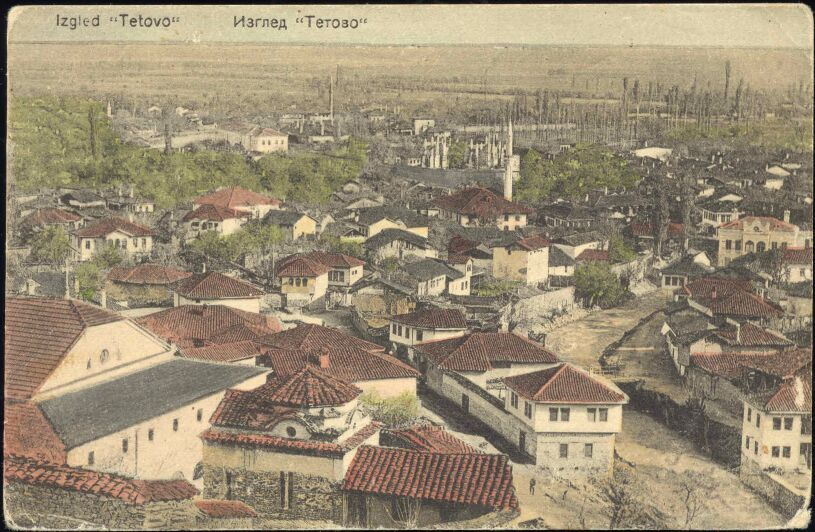
Eine Postkarte von 1913

Eine 9 cm lange und 4 cm breite Bronzestatuette aus dem 6. Jahrhundert v. Chr. ist der älteste archäologische Fund in der Region. Die Statue wurde 1933 gefunden und befindet sich heute im Stadtmuseum. Forscher vermuten das antike Oaeneum beim heutigen Tetovo.
Laut osmanischen Quellen war Kalkandelen – wie der Ort von den Türken genannt wurde – im 15. Jahrhundert ein Händler- und Handwerker-Dorf, welches aber mit deren Eroberung ein weitreichendes Wachstum verzeichnete. So wird Tetovo im Jahr 1689 erstmals als „Stadt“ bezeichnet. Aus der osmanischen Ära stammen die meisten kulturell wichtigen Bauwerke, so auch die Bibliothek der Arabati-Tekke aus dem 18. und 19. Jahrhundert, das daneben stehende, ehemalige Hamam und die touristisch interessante Bunte Moschee.
Auch Tetovo war von dem wachsenden Nationalismus auf der Balkanhalbinsel nicht verschont geblieben. 1844 organisierten Albaner einen Aufstand gegen das Osmanische Reich. Sie protestierten gegen die ihnen auferlegten zu hohen Steuern und gegen die Politik der Zentralisierung. Nach der Zerschlagung des Aufstandes wurden viele albanische Einwohner Tetovos nach Kleinasien deportiert oder verbannt.
Die St. Kyrill und Methodius-Kirche in der Altstadt wurde 1918 errichtet und 1925 eingeweiht.

Am 30. Juli 1969 ereignete sich ein schwerer Eisenbahnunfall auf der Strecke nach Gostivar, als dort entlaufene Güterwagen mit einem Triebwagen kollidierten, der von Tetovo kam. 29 Menschen starben. 
Am 8. September 2021 sind bei einer Explosion und dem anschließenden Feuer in einem Behelfskrankenhaus für COVID-19-Patienten 14 Personen gestorben.

## Wirtschaft

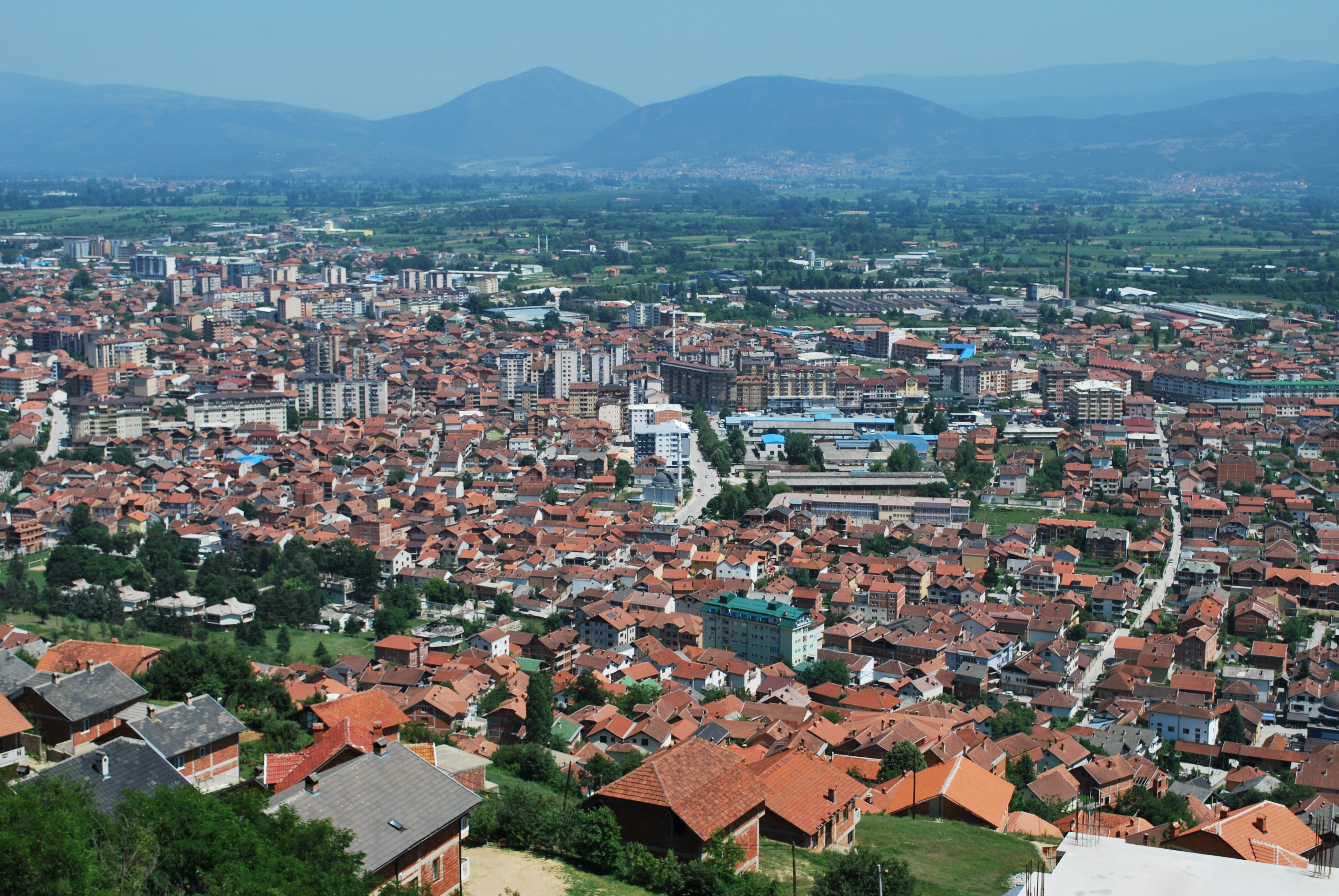
Blick von den Bergen auf die Stadt Richtung Osten

Zur Zeit der Bundesrepublik Jugoslawiens wurde in Tetovo die Textilfabrik Teteks errichtet, welche bis zum Zerfall des Staatenbundes den Hauptanteil der Wirtschaft im Ort ausmachte. Lange Zeit nach dem Zerfall lag die Wirtschaft der Gemeinde Tetovo brach, mittlerweile wurden aber mehrere Kleinunternehmen gegründet, die nicht unerheblich zum wirtschaftlichen Wachstum beitragen. Unternehmen wie beispielsweise Frigo Teknika exportieren ihre Waren sogar ins Ausland. Der Handel von Ein- und Ausfuhrgütern, Lebensmitteln sowie der Tourismus, hauptsächlich von den ausgewanderten Tetovaren, bilden weitere große Wirtschaftszweige. Investitionen durch die im Ausland lebenden Tetovaren tragen im großen Maße, vor allem im Bau- und Dienstleistungssektor, zum wirtschaftlichen Wachstum bei.
Das Šar Planina zählt zu den bekanntesten Skigebieten in Nordmazedonien und zieht jährlich zahlreiche Touristen aus ganz Südosteuropa an.

## Verkehr

### Straße
Die Autobahn A2 aus der Hauptstadt Skopje führt an Tetovo vorbei weiter nach Gostivar. In Planung ist, Tetovo mit der kosovarischen Autostrada und Prizren zu verbinden. Dadurch würde der jetzige Umweg und die lange Fahrtzeiten in das Kosovo entfallen. Der Busbahnhof befindet sich in unmittelbarer Nähe des Bahnhofs.

### Eisenbahn
Der Bahnhof von Tetovo liegt an der Bahnstrecke Skopje–Kičevo. Die Strecke wurde in der Zeit des Ersten Weltkriegs zunächst als Schmalspurbahn in der Spurweite 600 mm als Bahnstrecke Skopje–Ohrid gebaut. Seit 1952 reichte die Normalspurstrecke von Skopje bis Gostivar, also auch bis Tetovo, seit 1969 führt sie weiter nach Kičevo. Im Personenverkehr gibt es nach dem Fahrplan von 2020 täglich aber nur eine Verbindungen in jede Richtung.

### Luftverkehr
Der Flughafen Skopje ist nur rund 70 km entfernt und schnell über die Autobahn zu erreichen. Der Flughafen Pristina ist mit rund 100 km etwas weiter entfernt, verzeichnet jedoch mehr Flüge und bietet zusätzliche Destinationen an.

## Kultur

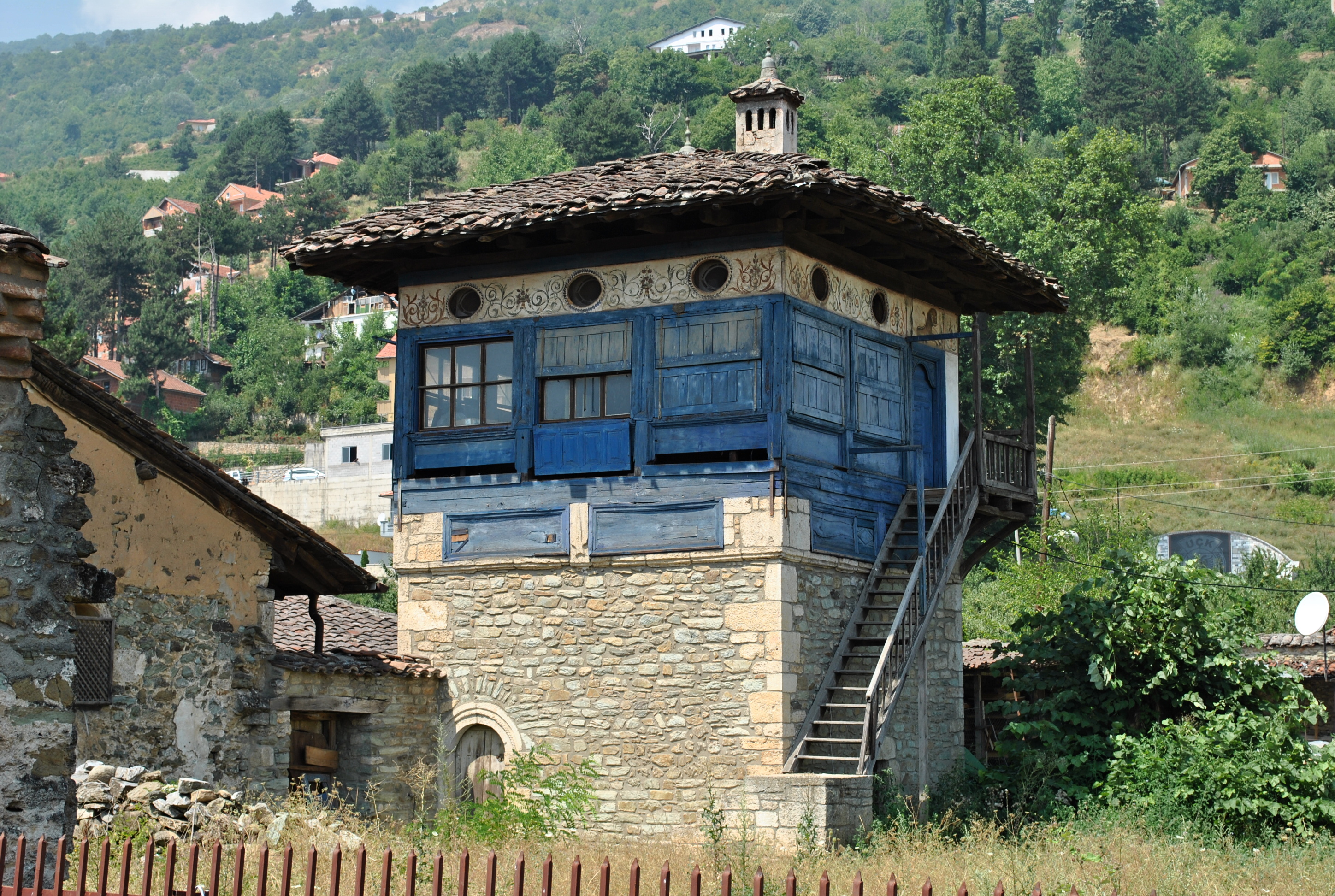
Die Arabati-Baba-Tekke

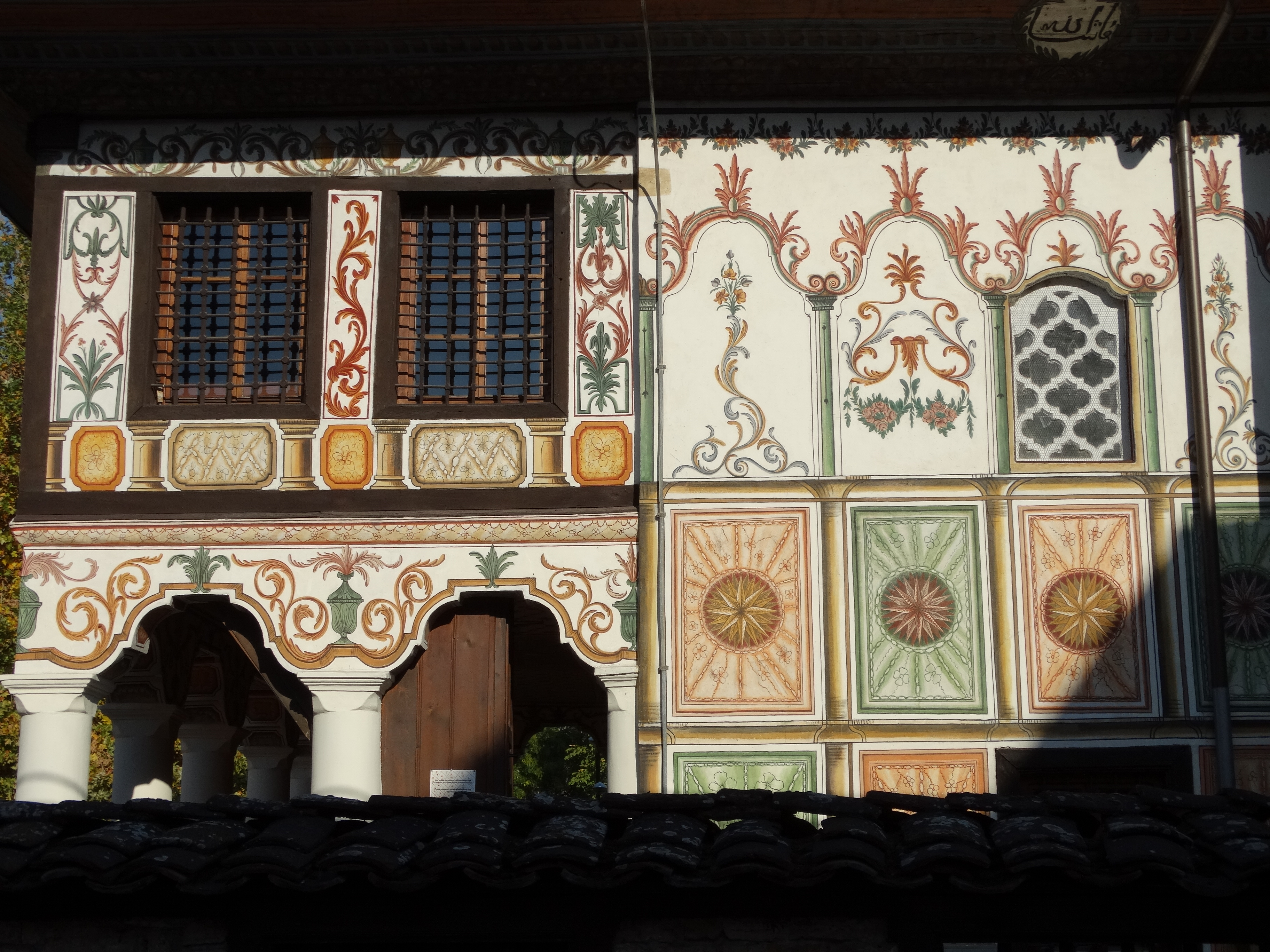
Die Bunte Moschee

Geprägt ist die Stadt sowohl durch die Kulturen der verschiedenen Volksgruppen als auch durch die Schönheit der Natur im umliegenden Gebiet. Aus osmanischer Zeit sind viele Überreste erhalten geblieben, die zu den wichtigsten und ältesten Baudenkmälern der Stadt zählen. Das wohl bekannteste Bauwerk ist die Bunte Moschee aus dem 15. Jahrhundert. Unweit des islamischen Gotteshauses liegt das Kloster-Komplex der Derwische. Die Tekke Arabati-Baba (albanisch Teqja e Arabati-Babës) wurde ursprünglich bereits zwischen 1538 und 1548 zu Ehren des dort verstorbenen Sersem Ali Dede erbaut. Die heutigen Gebäude stammen mehrheitlich aus dem späten 19. Jahrhundert, als allesamt erneuert und ausgebaut wurden. Während der jugoslawischen Zeit war jeglicher Zugang zur Tekke untersagt und die Derwische blieben aus, doch mit der Unabhängigkeit Mazedoniens 1993 wurden die Türen wieder geöffnet.
Nördlich der Stadt nahe der Straße nach Kosovo befindet sich das mazedonisch-orthodoxe Kloster von Lešok.
In Tetovo wurde die bekannte Pop-Rock-Band Elita 5 gegründet, die zu den berühmtesten Interpreten der Pop-Musik der 1980er und 90er Jahre gehörte.
Außerdem sind in Tetovo mehrere Sportvereine beheimatet. Der wohl populärste Fußballverein ist der KF Shkëndija, der besonders unter der albanischen Bevölkerung sehr beliebt ist. Darüber hinaus gibt es noch den FK Teteks Tetovo, der hauptsächlich Unterstützung von der lokal ansässigen mazedonischen Bevölkerung erhält. Der FK Teteks Tetovo spielte bereits zu Zeiten Jugoslawiens in der höchsten Spielklasse. Außerdem gibt es noch den KF Renova Džepčište, der aus dem renommierten Bauunternehmen Renova hervorging und seit 2008 in der höchsten mazedonischen Liga kontinuierlich spielt.

## Sehenswürdigkeiten
Tetovo hat eine abwechslungsreiche Geschichte zu verzeichnen, was sich auch am Stadtbild und dessen Architektur auswirkte. Es wurden in den verschiedenen Epochen zahlreiche Bauwerke und Monumente errichtet, die heute zu den wichtigsten Sehenswürdigkeiten der Stadt zählen. Obwohl die eigentliche Altstadt ihren ursprünglichen Glanz durch einige Neubauten verlor, konnten die berühmtesten Bauwerke einem Abriss entkommen. So sticht der historische Stadtkern am Fluss Pena (albanisch auch Artat genannt) neben der 1495 errichteten Bunten Moschee, der Tekke Arabati-Baba aus dem 16. Jahrhundert auch mit dem Uhrturm heraus. Nördlich auf dem Hügel Baltepe bei 800 Metern Höhe liegt die Festung von Tetovo. Sie wurde 1820 durch den lokalen Pascha Abdurrahman Pasha angelegt.
Zu den weiteren Sehenswürdigkeiten zählt zudem die Kirche „St. Kyrill und Methodius“, die 1925 eingeweiht wurde.

## Bildung
Tetovo ist regionales Bildungszentrum. Dort stehen insgesamt fünf Vorschulen, zwölf Grundschulen, vier Mittelschulen und ein Gymnasium.
1994 wurde die Universität Tetovo als private albanische Initiative gegründet. Die erste albanische Hochschule des Landes war in der Folge immer wieder Konfliktherd und Streitpunkt bei den ethnischen Spannungen zwischen Albanern und Mazedoniern. Seit der Anerkennung durch die Regierung im Jahr 2004 ist sie eine der vier Staatlichen Universitäten.
Im November 2002 wurde als Pionierin zudem die South East European University eröffnet, die erste private Universität des Landes.

## Politik

Gemeindewappen

### Legislative
Im Gemeinderat (alb. Këshilli i Komunës; maz. Совет на Општина) sitzen 31 Mitglieder. Er ist die Legislative der Gemeinde und übt auch eine Kontrollfunktion auf den Bürgermeister aus. Für die Legislaturperiode 2013–2017 sah die Sitzverteilung wie folgt aus:
- BDI: 12
- PDSH: 10
- VMRO-DPMNE: 5
- RDK: 1
- TDP: 1
- SDSM: 1
- VMRO-NP: 1

### Verwaltung
Bürgermeister der Gemeinde ist seit 2021 der Wirtschaftsdirektor Bilall Kasami (Lëvizja Besa). Gemeindebürgermeister üben in Nordmazedonien eine Kontrollfunktion auf den Gemeinderat aus, zudem schlägt er dem Gemeinderat das Jahresbudget vor und realisiert jenes.
Offizielle Amtssprachen der Gemeinde sind sowohl Mazedonisch als auch Albanisch.

### Wappen
Auf dem Schild ruht eine graue dreibogige Brücke. An der Herzstelle des ledigen gelbfarbigen Schildes befindet sich als gemeine Figur die blau-weiße Arabati-Baba-Tekke. Im Schildfuß wird der Fluss Pena mit drei blauen Balken dargestellt. Darüber liegt in einem grauen Halbkreis die illyrische Skulptur der Menada.

## Persönlichkeiten
- Hayrullah Fişek (1885–1975), osmanischer und türkischer General
- Mara Bunewa (1901 oder 1902–1928), bulgarisch-makedonische Revolutionärin
- Blaga Aleksova (1922–2007), Archäologin
- Borka Avramova (1924–1993), Bildhauerin
- Branko Gapo (1931–2008), Theater-, Fernseh- und Filmregisseur[19]
- Alajdin Abazi (* 1942), Professor und Physiker
- Arbën Xhaferi (1948–2012), Politiker, Gründer der Albanischen Demokratischen Partei
- Refet Abazi (* 1964), Schauspieler und Hochschullehrer
- Isuf Sherifi (* 1967), Dichter
- Harun Isa (* 1969), Fußballspieler
- Teuta Arifi (* 1969), Politikerin und Bürgermeisterin von Tetovo
- Vasko Gjurčinovski (* 1970), Offizier der Streitkräfte Nordmazedoniens
- Spend Abazi (* 1978), Profiboxer
- Bajram Fetai (* 1985), Fußballspieler
- Big Mama (* 1986), Sängerin und Comedian
- Blerim Džemaili (* 1986), Fußballspieler
- Dardan Dehari (* 1990), Skirennläufer
- Ferhan Hasani (* 1990), Fußballspieler
- Xhelil Abdulla (* 1991), Fußballspieler
- Flamur Aljiji (* 1991), Filmschauspieler
- Egzon Bejtulai (* 1994), Fußballspieler
- Lina Gjorcheska (* 1994), Tennisspielerin
- Valmir Nafiu (* 1994), Fußballspieler